# Erisictón del Ática
En la mitología griega, Erisictón (Ἐρυσίχθων, Erysíkhthon) o Eresictón, también Erisictón del Ática o Erisictón el ateniense (Ερυσίχθονας ο Αθηναίος) era hijo de Cécrope, el rey autóctono de Atenas, y de Aglauro, la hija de Acteo. Se dice que Erisictón murió sin descendencia pero al menos tuvo tres hermanas: Aglauro, Herse y Pándroso.Pausanias nos dice que Erisictón no fue rey y murió en vida de su propio padre.Al morir Cécrope ocupó el trono Cránao; éste era autóctono y se dice que durante su reinado ocurrió el diluvio de la época de Deucalión.Al surgir entre Atenea y Poseidón una disputa por el dominio del Ática, Zeus los separó y designó jueces, no a Cécrope y a Cránao como dijeron algunos, ni tampoco a Erisictón, sino a los doce dioses.
Los cretenses consideran que Ilitía nació en Amniso, en el territorio de Cnoso, y que es hija de Hera. Sólo los atenienses cubren las xóanas de Ilitía hasta la punta de los pies. Las mujeres dicen que dos de estas xóanas son cretenses y ofrendas de Fedra y que la más antigua la trajo Erisictión de Delos.En Prasias está el sepulcro de Erisictión que, cuando regresaba de Delos después de la embajada sagrada, murió durante la navegación.